# Рогач (Свентокшиське воєводство)
Рогач (пол. Rogacz) — село в Польщі, у гміні Клімонтув Сандомирського повіту Свентокшиського воєводства.
Населення — 125 осіб (2011).
У 1975-1998 роках село належало до Тарнобжезького воєводства.

## Демографія
Демографічна структура на день 31 березня 2011 року:
|          | Загалом | Допрацездатний вік | Працездатний вік | Постпрацездатний вік |
| -------- | ------- | ------------------ | ---------------- | -------------------- |
| Чоловіки | 71      | 23                 | 43               | 5                    |
| Жінки    | 54      | 9                  | 30               | 15                   |
| Разом    | 125     | 32                 | 73               | 20                   |